# Asplenium kinabaluense
Asplenium kinabaluense är en svartbräkenväxtart som beskrevs av Holtt. Asplenium kinabaluense ingår i släktet Asplenium och familjen Aspleniaceae. Inga underarter finns listade.